# Rayman Origins
Rayman Origins é um jogo de plataforma desenvolvido pela Ubisoft Montpellier e publicado pela Ubisoft para PlayStation 3, Wii, Xbox 360, Nintendo 3DS, PlayStation Vita e Microsoft Windows. O jogo foi lançado em 15 de novembro, 2011 na América do Norte, 24 de novembro de 2011 na Austrália e 25 novembro de 2011 na Europa para PlayStation 3, Xbox 360 e Wii. Foi lançado também para PlayStation Vita e Windows em datas posteriores. a versão de Nintendo 3DS teve sua data de lançamento adiada para novembro.
A história segue Rayman mais o seu amigo Globox e dois teensies, um com roupa verde e outro com roupa preta, que como eles lutam contra os Darktoons, psychlops e outras criaturas do mal que infectaram a Clareira dos Sonhos, terra natal de Rayman.
O jogo foi muito aclamado pela critica, tendo recebido vários prémios muitos citando-o como "Obra-Prima" ou "Melhor Jogo de Plataformas de 2011". Rayman Legends, o jogo sequela, foi lançado para Microsoft Windows, PlayStation 3, PlayStation Vita, Wii U e Xbox 360 a 29 de Agosto de 2013.

## Jogabilidade
Rayman Origins é um jogo de plataformas simultaneamente jogável até quatro jogadores locais, que podem entrar ou sair do jogo a qualquer momento. Os jogadores podem optar por controlar tanto Rayman, Globox ou dois Teensies, com trajes adicionais disponíveis conforme o jogo progride.
Os jogadores viajam através de cada nível, lutando contra inimigos e resgatando Electoons. Conforme o jogo avança, os jogadores ganham novas habilidades, como correr pelas paredes, deslizando no ar após o salto e encolhendo de tamanho que lhes permita chegar a novas áreas. Em determinados segmentos os jogadores montam um mosquito, onde os jogadores podem disparar contra os inimigos ou chupa-los e expeli-los. Se uma personagem é atingida por um inimigo ou obstáculo, ele vai dilatar até que um outro jogador possa trazê-lo de volta para o jogo, batendo-lhe, semelhante ao New Super Mario Bros. Wii, embora os jogadores possam colecionar corações que irão protegê-los. No entanto, se todos os jogadores são dilatados simultaneamente, ou se um personagem é atingido durante o jogo para um jogador, o jogo retorna para o último checkpoint. Ao longo de cada nível, os jogadores podem coletar Lums dourados, e quando um personagem recolhe um "King" Lum temporariamente dobra o valor dos Lums.

Modo cooperativo de Rayman Origins.

A fim de progredir através de certas partes da história, os jogadores precisam de Electoons. Cada nível tem escondido segmentos com quebra-cabeças onde os jogadores devem resolver diversos puzzles, a fim de libertar os Electoons enjaulados no final. Electoons podem ser obtidos também através da recolha de uma certa quantidade de Lums dentro de um nível, com jogadores a serem premiado com uma medalha se recolherem todos os Lums. Depois de certos níveis completos, os jogadores podem aceder um modo time trial em que eles têm de correr o nível o mais rápido possível para ganhar mais Electoons, com troféus disponíveis para o tempo mais rápido. Os jogadores também podem desbloquear níveis especiais "arca do tesouro", em que devem perseguir um baú do tesouro fugitivo através de um curso perigoso. Completando estes desafios os jogadores recebem um rubi "dentes" e quando os jogadores tiverem recolhido todos eles, concedem acesso a mundo adicional, chamado The Stars of the Livid Dead Tour.

## História
Rayman Origins era para contar o pormenor e a origem dos primeiros tempos do seu personagem-título. Situado no Glades of Dreams, um mundo criado pela Bubble Dreamer, uma criatura que assume diferentes formas ao longo do jogo, seus pesadelos eram para ter começado a transformar o mundo, os bons Electoons transformam-se nos Darktoons e criaturas do mal aparecem, Rayman e seus amigos devem parar com isso e salvar a Glades of Dreams.
O jogo apresenta personagens e criaturas do primeiro jogo da série, como Betilla a Fada. Ubisoft estava comercializando o jogo como uma história de origens, em que é explicado como um Rayman imaturo e incontrolável e o seu companheiro Globox tornaram-se os heróis de Rayman 2: The Great Escape, e nos jogos mais tarde, com os personagens esportivos mais imaturos e personalidades que aparentemente possuíam antes dos eventos de jogos mais tardios da série. O jogo é considerado acessível para jogadores não familiarizados com a série Rayman.
Esta história acabou por ser descartada por completo, e o jogo foi re-imaginado como uma sequela para os jogos anteriores da franquia Rayman. A Bubble Dreamer vagamente refere eventos de jogos passados.

## Desenvolvimento
O jogo foi anunciado oficialmente no final da conferência da Ubisoft de imprensa na E3 2010 como um título para download por episódios para PlayStation Network e Xbox Live Arcade com o lançamento no PC, Nintendo 3DS, iPad e iPhone "para ser considerado". O primeiro episódio era originalmente para ser lançado até o final de 2010, mas foi adiada até 2011. Após a escassez de informações no novo ano, o projeto foi confirmado como vivo em Abril de 2011. Em Maio de 2011, foi anunciado que o jogo foi expandido para um titulo de retalho, com tentativa de lançamento no 4ºQ de 2011.
A história do jogo foi originalmente desenhada para ser uma prequela do jogo original, detalhando as origens das aventuras de Rayman e da sua relação com os seus amigos. Eventualmente, o enredo foi abandonado e em vez disso tornou-se uma sequela da série principal, com o título de 'origens' apenas a fazer uma alusão ao retorno às raízes da jogabilidade inicial.

## Recepção
Rayman Origins foi bem recebido pela critica especializada mantendo uma média de 88% e 87% no site Metacritic para Xbox 360 e PlayStation 3 respectivamente.

### Critica Profissional
A Nintendo Power deu ao jogo uma pontuação de 9.5/10, chamando-o "uma obra-prima de plataformas".
IGN também deu-lhe um 9.5, dizendo que "Rayman Origins é a plataforma mais bonita desta geração e também a mais divertida."
1UP.com deu ao jogo um "A-", elogiando o seu nível de design variado e chamando-o de "o melhor jogo de plataformas em 2D não chamado Mario".
Joystiq deu o jogo 5/5, dizendo que "encarna o tipo de criatividade e habilidade que têm estado largamente ausentes em plataformas 2D desde o seu auge na era de 16-bit".
GameTrailers deu ao jogo uma pontuação de 8,5.
O site português MyGames deu ao jogo uma pontuação 91/100 afirmando que "Rayman: Origins é uma das maiores surpresas deste ano, e muito pela positiva, conseguindo surpreender o jogador, não só com o seu charme e comédia visual, mas também por oferecer uma experiência de plataformas consistente, muito divertida, e que nem tão cedo será esquecida."
A Eurogamer Portugal com uma pontuação 9/10 refere que: "Vitaminado visualmente e viciante em "gameplay" é único. Tem o seu espaço conquistado a pulso, num género que rareia cada vez mais pelas lides "mainstream" do mercado. A clamar nitidamente por uma sequela, Michel Ancel e a Ubisoft Montpellier lançam uma belíssima gema a tempo da época natalícia que merece ser jogada por todos."

### Prémios
GameSpot considerou Origins como a "Melhor Plataforma de 2011".

## Legado

### Sequela
A sequela de Origins, Rayman Legends, foi revelada através de um video que apareceu na internet em abril de 2012. O video introduz um motor de jogo melhorado, novas personagens jogáveis, multijogador online e local, atributos sociais jogáveis e características únicas exclusivas da Wii U. Rayman Legends foi lançado para Microsoft Windows, PlayStation 3, PlayStation Vita, Wii U e Xbox 360 a 29 de Agosto de 2013.

### Rayman Jungle Run
Um jogo de plataformas para os aparelhos móveis, baseado no estilo de Origins e desenvolvido pela Pastagames, Rayman Jungle Run, foi lançado a 20 de Setembro de 2012 para iOS e a 27 de Setembro de 2012 para os aparelhos Android. A versão Android foi produzida pela Ubisoft.